# Giuseppe Versaldi
Giuseppe Versaldi (Villarboit, 30 juli 1943) is een Italiaans geestelijke en kardinaal van de Rooms-Katholieke Kerk.
Versaldi werd op 29 juni 1967 tot priester gewijd. Na enkele jaren in de parochiële zielzorg te hebben gewerkt vertrok hij naar Rome voor studies psychologie en kerkelijk recht aan de Pauselijke Universiteit Gregoriana. Na zijn afstuderen in beide vakgebieden werkte Versaldi als counselor en als docent aan de Universiteit Gregoriana.
Sinds 1990 was Versaldi pastoor in Larizza (bisdom Vercelli). Van dit diocees werd hij in 1994 vicaris-generaal (bij de toenmalige aartsbisschop Tarcisio Bertone).
Op 4 april 2007 werd Versaldi benoemd tot bisschop van Alessandria; zijn bisschopswijding vond plaats op 26 mei 2007. Op 21 september 2011 werd hij, als opvolger van Velasio De Paolis, benoemd tot president van de prefectuur voor de Economische Zaken van de Heilige Stoel. Hij kreeg tevens de titel aartsbisschop ad personam.
Versaldi werd tijden het consistorie van 18 februari 2012 kardinaal gecreëerd, met de rang van kardinaal-diaken. Zijn titeldiakonie werd de Sacro Cuore di Gesù a Castro Pretorio.
Op 31 maart 2015 benoemde paus Franciscus Versaldi tot prefect van de congregatie voor de Katholieke Opvoeding.
Op 4 maart 2022 werd Versaldi bevorderd tot kardinaal-priester. Zijn titeldiakonie werd tevens zijn titelkerk pro hac vice.
Toen op 5 juni 2022 bij de invoering van de apostolische constitutie Praedicate Evangelium de congregatie werd opgeheven en haar taken en bevoegdheden werden overgedragen aan de nieuw ingestelde dicasterie voor Cultuur en Onderwijs, ging Versaldi met emeritaat. Op 30 juli 2023 verloor hij - in verband met het bereiken van de 80-jarige leeftijd - het recht om deel te nemen aan een toekomstig conclaaf.
- Gemeinsame Normdatei: 113026078X
- International Standard Name Identifier: 0000 0004 1717 9713
- Library of Congress Control Number: n2017064506
- Istituto Centrale per il Catalogo Unico: MILV097461
- Virtual International Authority File: 305115027
- WorldCat: E39PBJkMDWGJqH9VMjyh4G9FKd